# Синодальное рассуждение
Синодальное рассуждение — обмен мнениями между киевским митрополитом Филаретом (Амфитеатровым) и московским митрополитом Филаретом (Дроздовым), организованный в 1856—1857 годах по инициативе обер-прокурора Святейшего синода Н. Протасова и императора Александра II. Целью рассуждения было решить с какого текста переводить Библию на русский язык, с масоретского или Септуагинты. В результате было решено взять за основу перевода еврейский, а не греческий текст Ветхого Завета.

## Контекст
В Российской империи вопрос об истинности текста Писания имел множество аспектов, в том числе политических. История русского перевода Библии восходит к созданному по инициативе Александра I РБО, под эгидой которого приблизительно в 1816 году началась работа по переводу. Идея создания РБО была вдохновлена бурно развивающимся в то время движением библейских обществ в Европе.
В конце 1815 года, по возвращении в Россию, Александр I ознакомился с издательской деятельностью общества и устно повелел его президенту, обер-прокурору Святейшего синода князю А. Голицыну предложить Синоду своё желание «доставить россиянам способ читать слово Божие на природном своём российском языке, яко вразумительнейшем для них славянского наречия». В выполнение этого решения, озвученного в докладе Голицына 28 февраля 1816 года, Синод поручил созданной Комиссии духовных училищ работу над переводом, а РБО — его издание.
Руководство переводом осуществлял вице-президент РБО архимандрит Филарет (Дроздов). Принципы перевода Нового Завета были изложены в определении Комиссии духовных училищ от 16 марта 1816 года, которое, видимо, было написано Филаретом. Предполагалось, что существенно, что оригинальный греческий текст будет основой русского перевода, в отличие от прозвучавшего в докладе Голицына простого «переложения Нового Завета с древнего славянского на новое российское наречие».
Одобрением перевода к печати занимался Переводческий комитет, созданный при РБО, в состав которого (как и в Комиссию духовных училищ) входили члены Синода — митрополит Новгородский и Санкт-Петербургский Михаил (Десницкий) и архиепископ Тверской Серафим (Глаголевский).
В 1817 году были закончены 4 Евангелия, в 1818 году — Деяния, к 1820 году — послания и Откровение. В те же годы несколькими изданиями печатались части нового русского перевода. В 1820 году вышло первое полное издание Нового Завета и в 1823-м году был напечатан Новый Завет и Псалтирь. Эти книги выдержали многочисленные издания и широко распространялись по России среди народа через деятельность популярных в то время книгонош (бродячих продавцов книг). В то же время был начат перевод Ветхого Завета.
Изменение политического курса и опала князя А. Н. Голицына, бывшего президентом РБО, привели в 1824 году к фактической парализации его работы, а в 1826 году указом Николая I его деятельность вообще была приостановлена. Перевод книг Ветхого Завета, который к тому времени достиг Книги Руфь, был остановлен. Доходило до сожжения хранившихся на складах непроданных экземпляров. Дальнейшая печать популярных в народе Нового Завета и Псалтири также были запрещены, хотя репринты и продолжали осуществляться за границей и поступать в Россию.
В 1845 года митрополит Филарет (Дроздов) составил записку в Синод «О догматическом достоинстве и охранительном употреблении греческого седмидесяти толковников и славенского переводов Священного писания».
Работа над переводом была возобновлена по смерти Николая I.
Филарет (Амфитеатров) выступал против перевода Библии на современный русский язык и ссылался на Септуагинту, перевод которой был устроен Богом как средство сохранения подлинных ветхозаветных Писаний.
Однако решение о переводе было принято, и следовало решить вопрос, какой из текстов принять за оригинальный. За основу Синодального перевода был взят масоретский текст, что является заслугой Филарета Московского.
По ходу дискуссии были высказаны и другие мнения, например, обер-прокурор Синода Н. Протасов настаивал на канонизации славянской Библии по аналогии со статусом Вульгаты. Гебраист В. А. Левинсон предлагал для перевода Пятикнижия основываться на самаритянском варианте, а профессор Д. А. Хвольсон решительно отстаивал неповреждённость масоретского текста, основываясь на караимских памятниках Крыма, фальсифицированных Авраамом Фирковичем. Принятие масоретского текста вызвало возражения Феофана Затворника и П. А. Юнгерова, который предпринял перевод Септуагинты в противовес Синодальному.
20 марта 1858 года Святейший синод постановил: «Перевод на русский язык сначала книг Нового Завета, а потом постепенно и других частей Священного Писания необходим и полезен, но не для употребления в церквах, для которых славянский текст должен оставаться неприкосновенным, а для одного лишь пособия к разумению Священного Писания. К переводу сему должно приступить со всевозможной осмотрительностью через лиц, испытанных в знании еврейского и греческого языков, по избранию и утверждению Святейшего синода».

## Современная оценка
До нынешнего времени Синодальный перевод объединяет представителей разных российских конфессий (православных, католиков, протестантов), что обусловлено именно тем, что когда-то, по настоянию Филарета, создатели ветхозаветной части Синодального перевода последовали за еврейской текстологической традицией. Святейший патриарх Алексий II писал в письме, адресованном консультации представителей Объединёных Библейских Обществ и Православных Церквей в Эль-Эскориале (1999 год): «У нас в России библейский текст объединял, а не разъединял христиан различных конфессий, и в этом отношении Синодальный перевод Священного Писания до сих пор выполняет эту великую задачу». Этого не могло бы быть, если бы Синодальный текст был переведён с Септуагинты.